# Règles de Woodward–Hoffmann

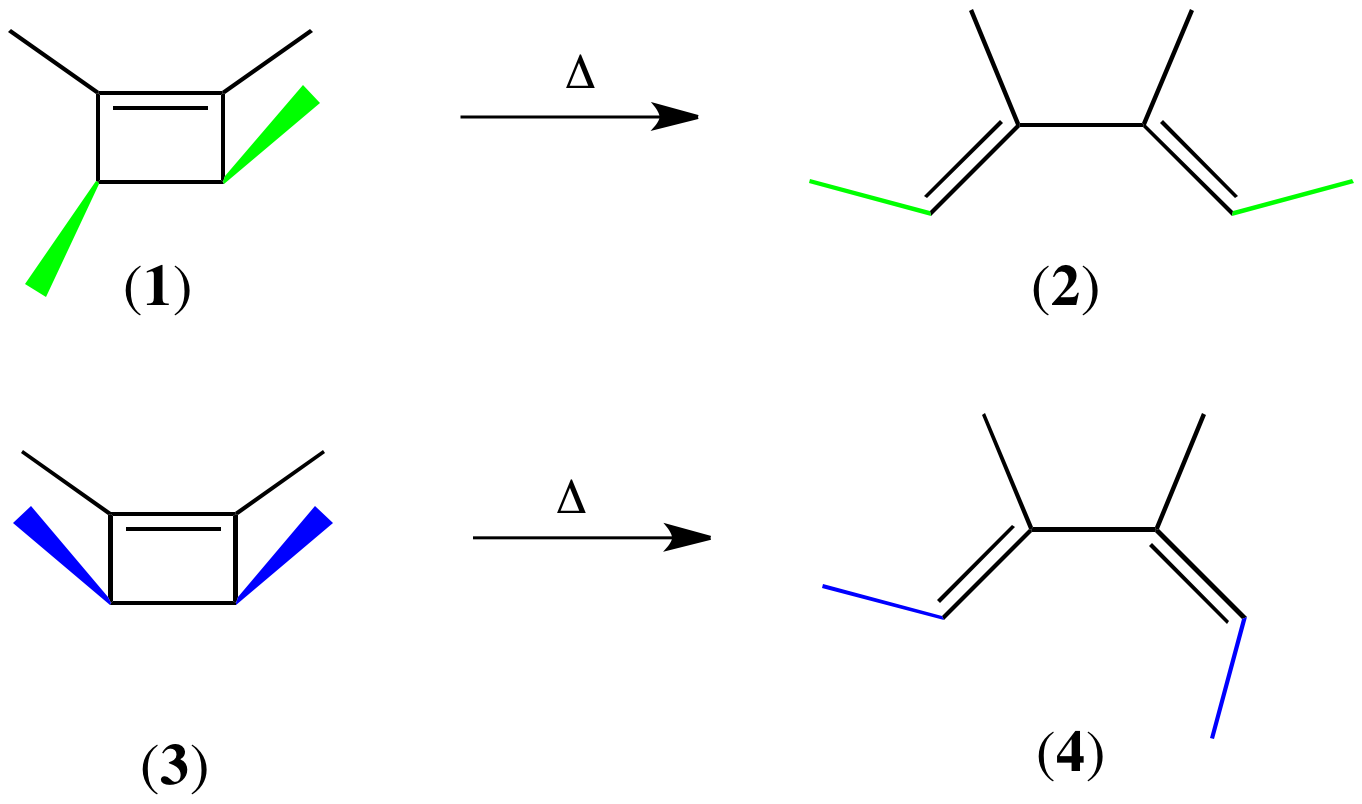
La thermolyse de (1) produit l'isomère géométrique (E,E), tandis que la thermolyse de (3) forme l'isomère géométrique (E,Z).

Les règles de Woodward–Hoffmann, d'après Robert Burns Woodward et Roald Hoffmann, sont un ensemble de règles en chimie organique pour prévoir les grandeurs des barrières d'activation aux réactions péricycliques. Ces règles sont basées sur la conservation de la symétrie orbitalaire, et peuvent servir à mieux comprendre les  réactions électrocycliques, les cycloadditions, (y compris les  réactions chélétropiques), les transpositions sigmatropiques, et les réactions de transfert de groupe. Les réactions sont classées comme permises si la barrière électronique est faible, et comme interdites si la barrière est élevée. Les réactions interdites peuvent avoir lieu quand même, mais elles exigent une énergie d'activation plus importante.
Les règles de Woodward–Hoffmann sont d'abord proposées afin d'expliquer la stéréospécificité frappante des réactions électrocycliques, sous contrôle soit thermique soit photochimique.  La thermolyse du cyclobutène substitué  trans-1,2,3,4-tétraméthylcyclobutène (1) ne produit qu'un seul isomère géométrique, le (E,E)-3,4-diméthyl-2,4-hexadiène (2) indiqué; les isomères géométriques (Z,Z) et (E,Z) ne sont pas trouvés comme produits de réaction. De même, la thermolyse de cis-1,2,3,4-tetramethylcyclobutene (3) ne forme que l'isomère géométrique (E,Z)(4).
En raison de leur élégance et leur simplicité, les règles de Woodward–Hoffmann ont fourni aux chimistes expérimentaux un premier exemple de la puissance de la théorie de l'orbitale moléculaire.
En 1981 Hoffmann reçut pour ce travail le prix Nobel de chimie, partagé avec Kenichi Fukui qui a développé un modèle semblable à l'aide de la théorie des orbitales frontières. Woodward est mort deux ans auparavant et alors n'était pas admissible à gagner ce qui aurait pu être son deuxième prix Nobel de chimie.

## Formulation originale
Les règles de Woodward–Hoffmann furent introduites afin d'expliquer l'observation de la stéréospécificité des réactions électrocycliques d'ouverture et de fermeture des anneaux aux carbones terminaux des polyènes conjugués à chaîne ouverte, effectuée par l'application soit de la chaleur (réactions thermiques), soit de la lumière (réactions photochimiques).
La publication initiale de Woodward et Hoffmann en 1965 propose les trois règles suivantes, basées sur les résultats expérimentaux ainsi que sur l'analyse de la théorie des orbitales moléculaires :
- Dans un système à chaîne ouverte qui contient 4n électrons π, la symétrie de l'orbitale la plus haute occupée (HO) est telle qu'une interaction liante entre les atomes terminaux de la chaîne doit impliquer le recouvrement entre les régions orbitalaires aux faces opposés du système. Ceci n'est possible que dans un processus dit conrotatoire, au cours duquel les substituants aux deux bouts tournent dans le même sens.

- Dans un système à chaîne ouverte qui contient (4n + 2) électrons π, les interactions liantes entre les bouts de la chaîne exigent le recouvrement entre les régions orbitalaires au même face du système. Ceci ne peut arriver que dans un processus dit disrotatoire, au cours duquel les substituants aux deux bouts tournent en sens opposés.

- Dans une réaction photochimique un électron de l'orbitale HO du réactif est excité et passe sur l'orbitale la plus basse vide (BV), ce qui inverse la relation de symétrie requise entre les orbitales aux atomes terminales de la chaîne, et alors la stéréospécificité.

À l'aide de ces règles on peut comprendre la stéréospécificité de la fermeture de cycle électrocyclique du buta-1,3-diène substitué indiqué ci-dessous. Le buta-1,3-diène possède 4 électrons π à son état fondamental et alors effectue la fermeture d'anneau par un mécanisme conrotatoire.  

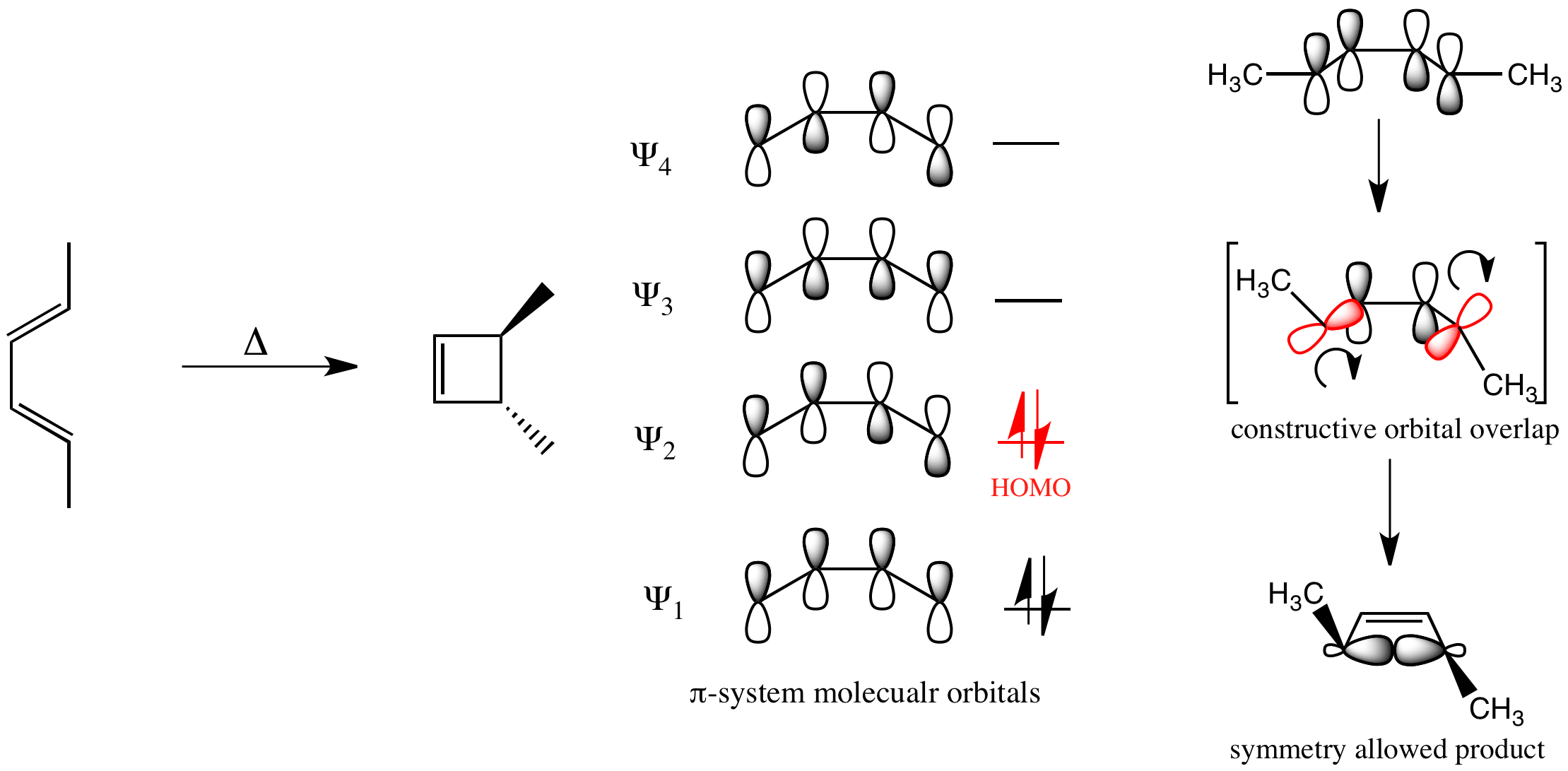
Fermeture d'anneau du 1,4-diméthylbuta-1,3-diène. L'orbitale HO (en rouge au centre) a des phases opposées aux 2 C terminaux. Au mécanisme conrotatoire indiqué, il y une interaction liante entre les deux orbitales atomiques (en rouge à droite) qui forment la nouvelle liaison, alors ce produit est permis par la symétrie.

Par contre à la fermeture électrocyclique d'anneau de l'hexa-1,3,5-triène avec 6 électrons π, la réaction procède par un mécanisme disrotatoire.

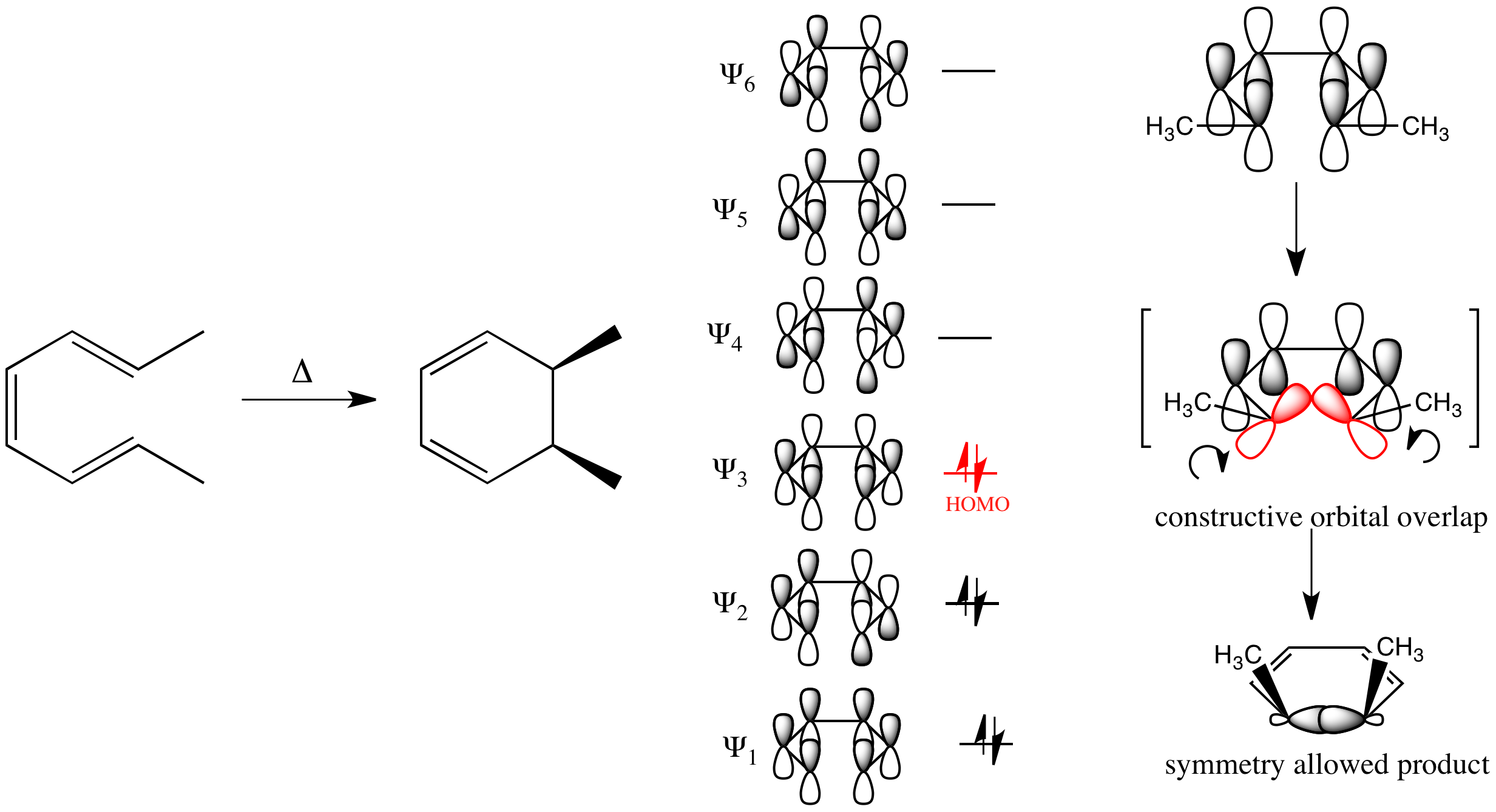
Fermeture d'anneau du 1,6-diméthylhexa-1,3-triène. L'orbitale HO (en rouge au centre) a la même phase aux 2 C terminaux. Ici le mécanisme disrotatoire correspond à une interaction liante (en rouge à droite) et un produit permis par la symétrie.

Au cas de la fermeture photochimique du buta-1,3-diène, l'orbitale {\displaystyle \Psi _{3}} devient la HO grâce à l'excitation électronique, et alors le mécanisme réactionnel sera disrotatoire.

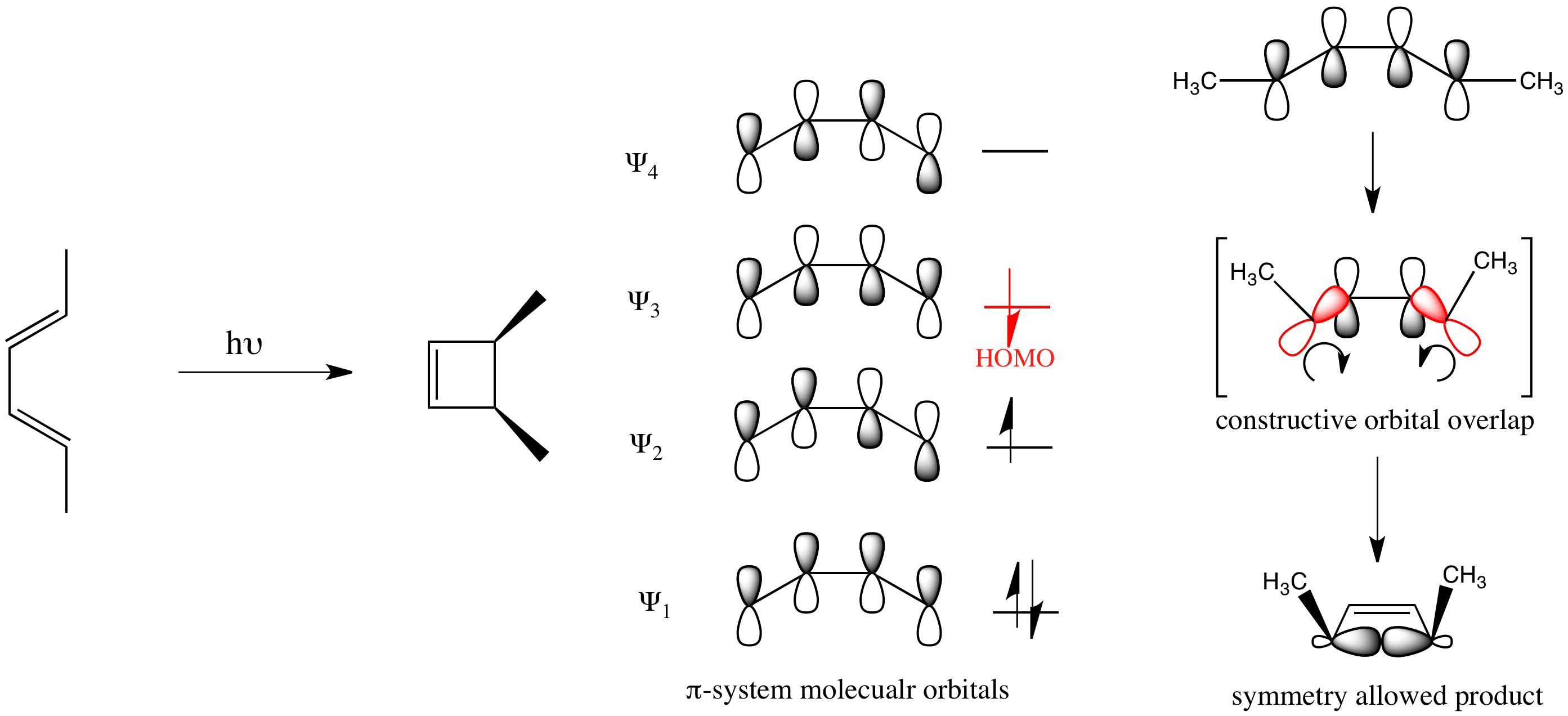
Fermeture photochimique d'anneau du 1,4-diméthylbuta-1,3-diène. Après excitation électronique, l'orbitale excitée Ψ_{3} est HO (en rouge au centre) avec la même phase aux 2 C terminaux. Le mécanisme disrotatoire indiqué donne une interaction liante (en rouge à droite) et un produit permis par la symétrie.

Les réactions organiques qui répondent à ces règles sont dites permises par la symétrie. Les réactions qui n'y répondent pas sont interdites par la symétrie, et exigent une énergie d'activation bien supérieure si elles ont lieu.